# Rattendorf-Gruppe
Die Rattendorf-Gruppe ist eine lithostratigraphische Gruppe, die im ausgehenden Oberkarbon und im Unterperm in den Karnischen Alpen abgelagert wurde.

## Bezeichnung

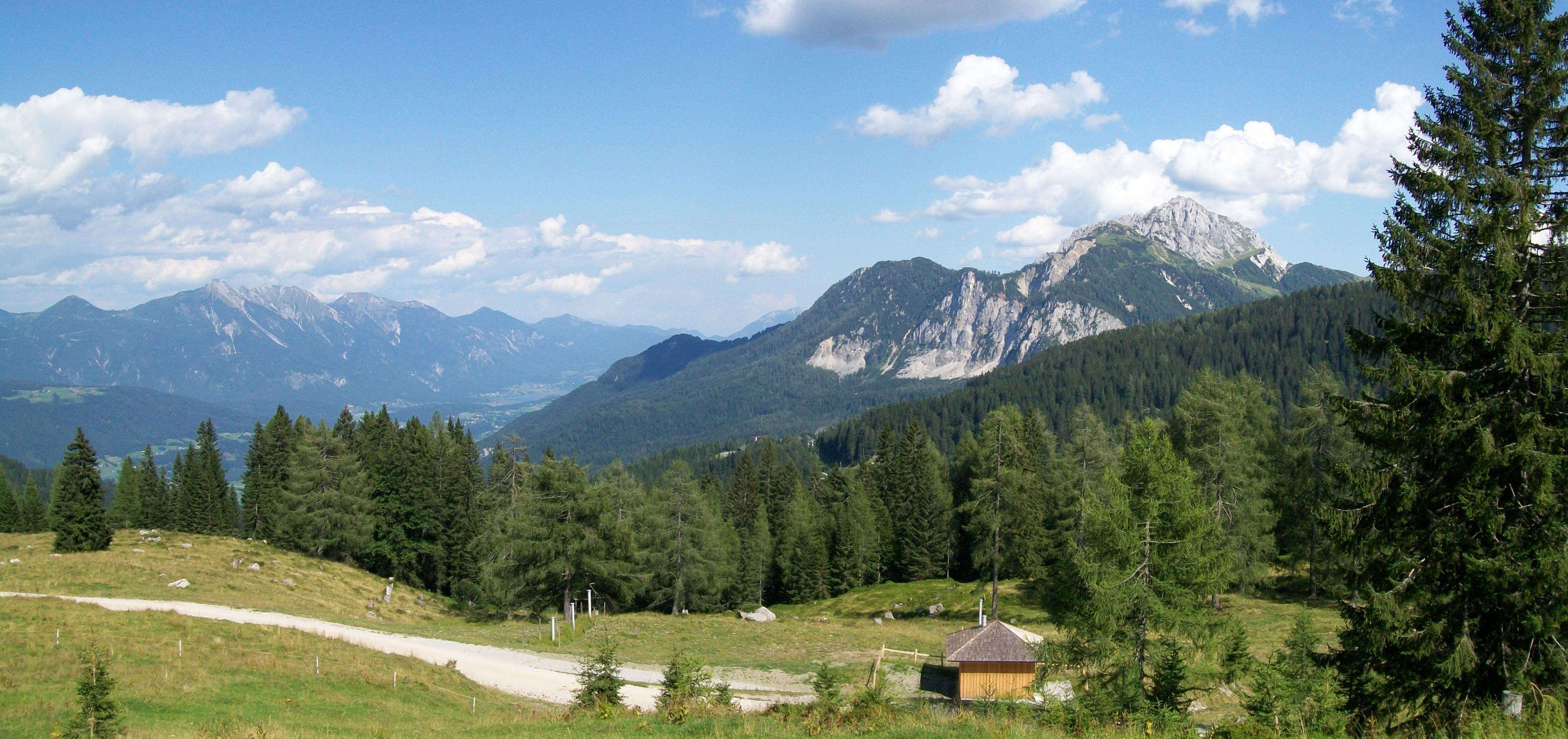
Blick von der Rattendorfer Alm gen Osten zum Gartnerkofel. Der Fuß der vorgelagerten Reppwand wird von den Schichten der Rattendorf-Gruppe aufgebaut.

Die Rattendorf-Gruppe, früher auch Rattendorfer Schichten, wurde nach ihrer Typlokalität, der Rattendorfer Alm der Gemeinde Rattendorf, benannt.

## Stratigraphie
Die rund 450 Meter mächtige, zur Pontebba-Supergruppe gehörende Rattendorf-Gruppe folgt auf die unterlagernde Pramollo-Gruppe. Sie wird ihrerseits von der Trogkofel-Gruppe überdeckt. Die Gruppe kann in drei bzw. vier Formationen unterteilt werden (vom Hangenden zum Liegenden):
- Zottachkopf-Formation (nur im Bereich des Zottachkopfs).[2]
- Zweikofel-Formation bzw. Obere Pseudoschwagerinenkalke (OPK) – 150 Meter
- Grenzland-Formation bzw. Grenzlandbänke – 125 Meter
- Schulterkofel-Formation bzw. Untere Pseudoschwagerinenkalke (UPK) – 175 Meter

## Lithologie
Die 140 bis 175 Meter mächtige Schulterkofel-Formation stellt eine überwiegend karbonatisch ausgebildete Gesteinsabfolge dar und besteht aus gebankten, massigen Kalken. Nur untergeordnet sind geringmächtige siliziklastische Einschaltungen des Strandbereichs in Form von Sandsteinen und seltenen Konglomeratlagen ausgebildet. Insgesamt ist die Schulterkofel-Formation aus einer Wechselfolge von gebankten Kalken, massigen Kalken und fünf geringmächtigen Sandstein-Siltsteineinschaltungen aufgebaut. Die gebankten Kalke sind durchwegs sehr fossilreich und meist mikritisch, d. h. die Grundmasse besteht aus einem verfestigten Kalkschlamm.
Auch in der 125 Meter mächtigen Grenzland-Formation wechsellagern siliziklastische Gesteine und Kalke. Die blaugrauen Karbonatbänke/-linsen sind aber im Unterschied nur einige Meter mächtig und auch relativ selten. Die Kalke sind durch massenhaftes Auftreten von Onkoiden und großen kugeligen Fusuliniden (Pseudoschwagerinen) gekennzeichnet. Die Zweikofel-Formation wird 150 bis 170 Meter mächtig, ist dunkelblaugrau und gut gebankt, häufig mit knolligwelligen Schichtflächen und stellenweise dolomitisiert. Besonders auffallend sind Großonkoide, die bis 20 Zentimeter im Durchmesser erreichen können und sehr große, kugelige, lose aufgerollte Fusuliniden, die Zellien. Die Zweikofel-Formation ist mit Ausnahme des basalen Überganges zu den Grenzlandbänken rein kalkig und ohne siliziklastische Einschaltungen entwickelt. Die auf die Umgebung des Zottachkopfs beschränkte Zottachkopf-Formation ist eine 75 Meter mächtige, gut gebankte Abfolge neritischer Flachwasserkalke mit Algen-Mounds und rötlichen, siltigen Karbonaten. Die letzten 10 Meter werden aus einer mittelmäßig gebankten Abfolge von roten bioklastischen Wackestones/Packstones aufgebaut, die örtlich eine Anreicherung an Onkoiden zeigen.

## Fazies
Die Rattendorf-Gruppe setzt sich insgesamt aus siliziklastischen/karbonatischen Sedimentpaketen zusammen, die einen Transgressiv/Regressiv-Zyklus darstellen.

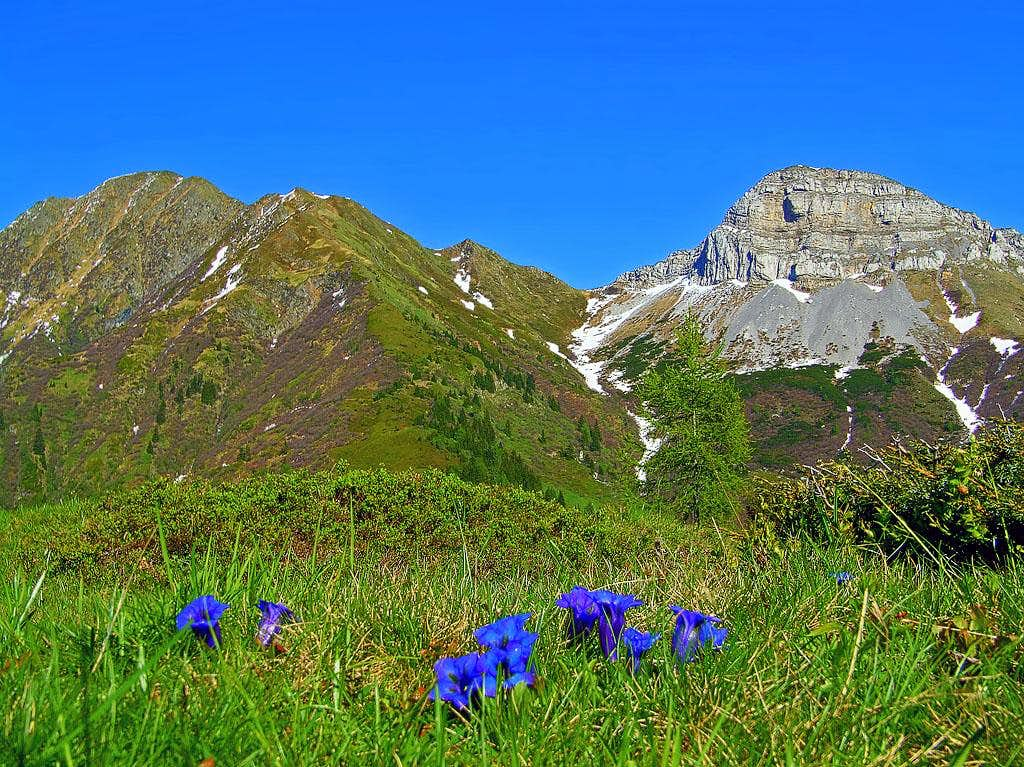
Hochwipfel und Schulterkofel

Ähnlich wie in der unterlagernden Pramollo-Gruppe lassen sich in der Schulterkofel-Formation bis zu vier dieser Zyklotheme unterscheiden, wobei ihre erkennbare Asymmetrie auf das von den Algen-Mounds gebildete Relief zurückgeführt werden kann. Im Gegensatz zu den Zyklen der Pramollo-Gruppe sind die Zyklotheme der Schulterkofel-Formation jedoch insgesamt einheitlicher und weisen folgenden Bau auf: kalkige Sandsteine und Siltsteine an der Basis (gedeutet als siliziklastische Tempestite), überlagert von gebankten Kalken mit Fusuliniden und stellenweise Onkoiden. Darauf folgen kalkig-tonige Algen-Mounds, Kalkalgendickichte und andere Flachwasserkalke, die von schwarzen, gebankten Kalken mit Kieselknollen abgedeckt werden. Gebankte, bioklastische Kalke mit aufgearbeiteten Organismen aus dem Untergrund bilden den Abschluss.
Fossilinhalt und mikritische Grundmasse verweisen insgesamt auf relativ ruhige Sedimentationsbedingungen eines flachen Schelfs unterhalb der Gezeitenzone (subtidal). Untergeordnet treten aber auch höherenergetische, besser ausgewaschene, fossilreiche Kalkbänke (Grainstones) auf, deren Grundmasse aus diagenetisch gebildetem Karbonatzement besteht. In bestimmten Horizonten sind die gebankten Kalke stark mikritisch, dunkel gefärbt und enthalten Hornsteinknollen. Diese Kalke führen unter anderem auch Kieselspiculae und verkieselte Ostrakodenschalen, die auf etwas tieferes Wasser bis möglicherweise 50 Meter hinweisen. Die Algen-Mounds waren im warmen Stillwasser unterhalb der Wellenbasis herangewachsen. Die sie überdeckenden gebankten kieseligen Kalke geben den jeweiligen Zyklus-Hochstand zu erkennen, der bei einigen Zehnermetern Wassertiefe gelegen haben dürfte und dadurch das Wachstum der Algen-Mounds, die im tieferen Wasser „ertranken“, beendete.
Boeckelmann (1985) interpretiert den Ablagerungsraum der Grenzland-Formation als einen strandnahen inter-/subtidalen Bereich mit erhöhten Wasserenergien.
Die Ablagerungen der Zweikofel-Formation werden jedoch von Flügel (1974) als küstenferne Flachwassersedimente angesehen, welche auf einem stetig absinkenden, gering gegliederten Schelf abgelagert wurden.
Schaffhauser und Kollegen (2015) sehen in den Bankkalken der Zottachkopf-Formation eine Rückkehr zu Flachwassersedimenten des inneren Schelfbereichs.

## Umweltbedingungen
Die Rattendorf-Gruppe wurde in der Nähe des Paläoäquators in einem warmen Aragonitmeer abgelagert. Das herrschende tropische Klima ermöglichte einen bedeutenden terrigenen Sedimenteintrag über Flussnetze. Die hierdurch gleichzeitig erhöhte Nährstoffzufuhr verhinderte aber sowohl das Entstehen größerer Korallenriffstrukturen als auch eine reine Karbonatabscheidung während des Oberkarbons und Unterperms. Diese Schlussfolgerung stützt sich auf die bemerkenswerte Armut an Korallen gepaart mit einem Überfluss an mikrobischen Onkoiden sowie der Gegenwart von Oolithen und kalkhaltigen Grünalgen.

## Fossilien
An Fossilien finden sich in der Rattendorf-Gruppe Algen (Grünalgen und Phylloidalgen), Bivalvia, Brachiopoden (vorwiegend Productiden und Spiriferiden – Isogramma paotechowensis, Martinia incerta, Neospirifer cameratus, Productus sp.,Spirifer fasciger, S. nikitini, S. wynnei, Spiriferina holzapfeli und Spiriferella kei), Bryozoen, Crinoiden (Stengel), Foraminiferen (meist Fusuliniden, Milioliden und benthische Kleinformen), Gastropoden (Bellerophontiden), Korallen (Einzelkorallen), Ostrakoden (Bairdia, Bairdiocypris und Knightina), Schwämme (Kalkschwämme), Seeigel (Stacheln) und Trilobitenreste. Selten treten auch Pflanzenreste wie Homannisiphon auf. Als Spurenfossilien sind Wurmbauten zu nennen.
Unter den Algen mit über 30 Arten sind folgende Taxa anzuführen: Anchicodium, Calcitornella, Calcivertella, Claracrusta, Connexia, Efluegelia, Ellesmerella, Epimastopora, Eugenophyllum, Girvanella, Globuliferoporella, Gyroporella, Mizzia, Neoanchicodium catenoides, Pseudomastopora, Ramovsia, Tubiphytes und Ungdarella.
Sehr artenreich sind die Fusuliniden (Großforaminiferen), sie ermöglichen außerdem eine Gliederung in Biozonen. Das Leitfossil Pseudoschwagerina (Zellia) ist mit vielen Taxa vertreten – P. aequalis, P. alpina, P. carniolica, P. confinii, P. extensa, P. geyeri, P. heritschi, P. pulchra und P. turbida. Weitere Fusuliniden sind Biwaella, Boultonia willsi, Chalaroschwagerina incomparabilis und C. solita flocosa, Daixina, Darvasites deminuatis, Leeina pseudodivulgata, Occidentoschwagerina alpina, Paraschwagerina inflate und P. nitida, Perigondwania forkii, Pseudochusenella cushmanni und P. havanna, Robustoschwagerina nucelolata, Rugosochusenella, Rugosofusulina, Sakmarella fluegeli, S. lubenbachensis und S. moelleri, Schagonella, Schubertella australis, Tricitites, Zellia colanii, Z. cf. mira, Z. heritschi heritschi und Z. heritschi nicolia.
Recht diversifiziert sind auch die Kleinforaminiferen mit Climacammina, Diplosphaerina, Earlandia, Endothyra, Geinitzina, Girvanella, Globivalvulina, Hemidiscus, Hemigordius, Nodosinelloides, Pseudovidalina, Syzrania und Tuberitina.
Die Korallen sind zwar mit vielen Taxa zugegen, am Sedimentvolumen insgesamt aber weniger von Bedeutung: Allotriophyllum carnicum, Amandophyllum zeliae, Amplexocarinia heimoi und A. ruedemanni, Carinthiaphyllum kahleri, Corwenia, Linophyllum pendulum, Lophocarinophyllum major, Lophophyllidium profundum, Palaeosmilia ampfereri, Parachaetetes, Pseudovermiporella, Stylidophyllum arminiae, S. floriforme, S. volzi, Wentzelella stillei und Zeliaphyllum suessi.

## Alter
Ursprünglich überdeckte die Rattendorf-Gruppe nur das ausgehende Gzhelium und das Asselium, wobei die Karbon/Perm-Grenze mit der Fusulinenart Occidentoschwagerina alpina gezogen worden war. Neuerdings wird die Zweikofel-Formation auch in das Sakmarium gestellt. Eine Neubearbeitung von Davydov und Kollegen (2013) brachte sogar eine weitere Verjüngung der Rattendorf-Gruppe. Diese Autoren weisen die Grenzland-Formation gänzlich dem Sakmarium (295 bis 290 Millionen Jahre BP) zu. Die Zweikofel-Formation mit der abschließenden Zottachkopf-Formation stellen sie jetzt ins Artinskium (290 bis 282 Millionen Jahre BP). Die Rattendorf-Gruppe wurde demzufolge ungefähr im Zeitraum 300 bis 282 Millionen Jahre BP sedimentiert.

## Vorkommen

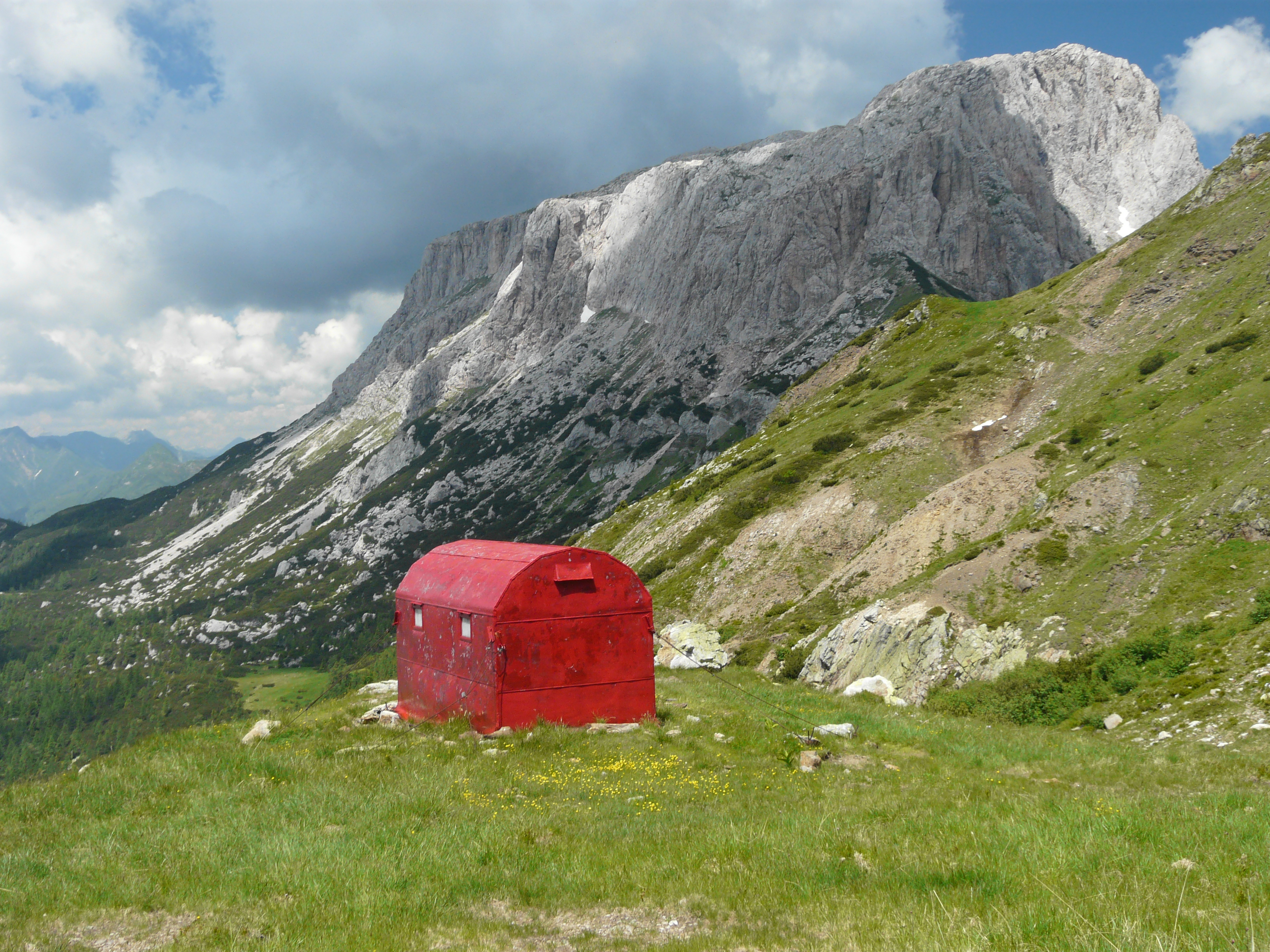
Die Biwakschachtel Ernesto Lomasti am Rudnigsattel, unterlagert von der Rattendorf-Gruppe. Im Hintergrund der Trogkofel.

Die Vorkommen der Rattendorf-Gruppe beschränken sich auf die zentralen Karnischen Alpen im österreichisch-italienischen Grenzgebiet sowie auf die südlichen Karawanken. Neben der Typlokalität in der Nähe der Rattendorfer Alm sind folgende Vorkommen bekannt:
- Garnitzenbach
- Hüttenkofel (2013 m)
- Rattendorfer Schneid (Grenze zu Italien)
- Reppwand
- Ringmauer
- Rudnigsattel
- Schulterkofel (2091 m) – Westwand
- Treßdorfer Höhe (1875 m)
- Trogkofel (2280 m) – Südseite
- Zottachkopf (2046 m)
- Zweikofel (2059 m)